# Benno von Weiher
Benno von Weiher (* 31. August 1810; † 20. Oktober 1882) war ein preußischer Verwaltungsjurist und Landrat im Kreis Flatow in der Provinz Westpreußen.

## Leben
Weiher besuchte das Gymnasium in Danzig und in Köslin. Sein Studium der Rechte absolvierte er in Berlin. Von 1834 bis 1851 wirkte er als Landwirt. Benno von Weiher war Besitzer eines Rittergutes in Smasin im Kreis Neustadt in Westpreußen. 1851 wurde er stellv. und ab 1853 bis 1882 zum amtierenden Landrat des Kreises Flatow ernannt. Weiher war Mitglied im Provinziallandtag. Er wirkte von 1859 bis 1860, von 1863 bis 1866 und erneut von 1877 bis 1882 als Mitglied des preußischen Abgeordnetenhauses in der konservativen Fraktion (Graf Prückler).
Benno von Weiher war dreimal verheiratet. Aus seiner dritten Ehe mit Luise von Boehn (1821–1898) ging der Sohn Werner von Weiher (1859–1904) hervor, der Landrat im Kreis Rummelsburg i. Pom. wurde.
Weiher wurde am 27. Dezember 1856 der Rote Adlerorden, IV. Klasse verliehen.